# Byblis pirloti
Byblis pirloti is een vlokreeftensoort uit de familie van de Ampeliscidae. De wetenschappelijke naam van de soort is voor het eerst geldig gepubliceerd in 1968 door Margulis.